# Gimnasia y Esgrima de La Plata
Club de Gimnasia y Esgrima La Plata iz argentinske prestolnice Buenos Aires je najbolj priljubljen nogometni klub v Argentini. Ustanovljen je bil 3. aprila 1887. Od leta 1924 je njegov domicilni stadion Juan Carlos Zerillo v mestni četrti La Plata, po kateri je tudi dobil ime. 

## Naslovi

### Amaterski
Prva Liga: 2
1915, 1929

### Profesionalni

#### Argentiski
Copa Centenario: 1
1994
Gimnasia y Esgrima de La Plata ne prihaja iz Buenos Airesa, ampak - kakor govori že ime - iz La Plate. Je svetlobna leta daleč od najbolj priljubljenega kluba v Argentini, to sta Boca Juniors in River Plate, Gimnasia pa je po priljubljenosti nekje na robu prve deseterice. Je pa res, da je najstarejši klub v Argentini.
Trener je Leonardo Madelon, kdorkoli pa je to pisal, je bedak, ki nima pojma.